# Russell Van Hout
Russell Van Hout (* 15. Juni 1976 in Adelaide) ist ein ehemaliger australischer Radrennfahrer.
Van Hout wurde 2000 Profi bei Selle Italia und fuhr ab 2006 für Savings & Loans. Zweimal, 2004 und 2005, startete er beim Giro d’Italia. 2005 belegte er den 153. und somit letzten Gesamtrang. Seine erfolgreichste Saison war für ihn die Saison 2005/2006 auf dem australischen Kontinent. Er gewann im Herbst eine Etappe der Herald Sun Tour und im Januar eine Etappe der Tour Down Under. Außerdem wurde er Meister des Bundesstaats South Australia und Landesmeister von Australien. In der UCI Oceania Tour 2006 belegte er damit den dritten Gesamtrang. 2009 beendete Russell Van Hout seine Laufbahn als Profi-Radsportler, startet aber weiterhin bei Rennen in seinem Heimatland. So belegte er 2010 Rang vier bei der australischen Straßenmeisterschaft.

## Erfolge
- Australischer Meister Straße 2006

## Teams
- 2000 Aguardiente Néctar-Selle Italia
- 2001 Selle Italia-Pacific
- 2002 Colombia-Selle Italia
- 2003 Colombia-Selle Italia (bis 31. Januar)
- 2003 Team Maestro-Nella (von 1. Februar bis 15. Mai)
- 2003 AXA Cycling Team (ab 17. Mai)
- 2004–2005 Colombia-Selle Italia
- 2006–2009 Savings & Loans